# 平均動脈壓
平均動脈壓（Mean arterial pressure，簡稱MAP）為醫學上用來描述個體平均血壓的詞彙，其定義為一個心动周期中平均的動脈血壓。

## 計算
總周邊血管阻力（Total Peripheral Resistance，TPR）可由下列數學公式表示：
R = ΔP/Q
R 代表 TPR。
ΔP 代表全身體循環起終點的血壓變化量。
Q 代表心輸出量
因此此公式可以解釋為
總周邊血管阻力 = （平均動脈壓 - 平均靜脈壓）/ 心輸出量
因此平均動脈壓可以下列公式定義：
{\displaystyle MAP=(CO\cdot SVR)+CVP}
- {\displaystyle CO} 代表心輸出量（Cardiac output）
- {\displaystyle SVR} 代表體循環血管阻力（英语：systemic vascular resistance）（Systemic vascular resistance）
- {\displaystyle CVP} 代表中心静脉压（Central venous pressure），在此公式中因為數值極小，通常可被省略。

## 估計
在一般個體靜止的狀況下，{\displaystyle MAP}通常可用較易量測的收縮壓（SP）與舒張壓（DP）估算：
{\displaystyle MAP\simeq DP+{\frac {1}{3}}(SP-DP)}
化簡後可寫成
{\displaystyle MAP\simeq {\frac {2}{3}}(DP)+{\frac {1}{3}}(SP)}
也可表示成
{\displaystyle MAP\simeq {\frac {(2\times DP)+SP}{3}}}
或
{\displaystyle MAP\simeq DP+{\frac {1}{3}}PP}
其中{\displaystyle PP} 代表脈壓，也就是{\displaystyle SP-DP}
當心跳速率越大，{\displaystyle MAP}會越接近收縮壓與舒張壓的算术平均数，因為動脈的形狀會因壓力增大而改變。
{\displaystyle MAP}大概可以用下列公式表達：
{\displaystyle MAP\simeq DP+0.01\times \exp(4.14-40.74/HR)(SP-DP)}
HR 代表心率。

## 臨床意義
MAP被認為相當於器官的灌注壓力。
MAP的正常值大約為 65 到 110 mmHg之間，一般相信{\displaystyle MAP}高於 60 mmHg 在一般人身上足以提供器官養分。MAP在急救醫學中和評估敗血症、創傷，和中風等等相關。
如果MAP在一定时间内降至低于50 mmHg，重要器官将无法获得足够的氧气灌注，并且会变得缺氧，这种情况称为局部缺血。